# Имаруи
Имаруи (порт. Imaruí) — муниципалитет в Бразилии, входит в штат Санта-Катарина. Составная часть мезорегиона Юг штата Санта-Катарина. Находится в составе крупной городской агломерации Агломерация Тубаран. Входит в экономико-статистический микрорегион Тубаран. Население составляет 11 906 человек на 2006 год. Занимает площадь 542,236 км². Плотность населения — 22,0 чел./км².
Праздник города — 27 августа.

## История
Город основан 27 августа 1890 года.

## Статистика
- Валовой внутренний продукт на 2003 составляет 55.561.679,00 реалов (данные: Бразильский институт географии и статистики).
- Валовой внутренний продукт на душу населения на 2003 составляет 4.412,11 реалов (данные: Бразильский институт географии и статистики).
- Индекс развития человеческого потенциала на 2000 составляет 0,742 (данные: Программа развития ООН).

## География
Климат местности: субтропический. В соответствии с классификацией Кёппена, климат относится к категории Cfa.